# 意大利曼波
《意大利曼波》（Mambo Italiano）是鲍勃·梅里尔于1954年为美国歌手萝丝玛丽·克鲁尼创作的一首流行歌曲。这首歌於1955 年初在美国和法国的唱片排行榜上排名前十，在英国单曲排行榜上排名第一。有多个翻唱版本出现在众多电影中。
在傳播至台灣後，也出現台語的翻唱《飲淡薄》。陳小雲的名曲《愛情恰恰》的第一段間奏，也挪用了該曲的開頭音樂。

## 創作
據說鲍勃·梅里尔為趕在歌手開始錄製唱片前完成歌曲而在美國纽约的一家意大利餐厅里匆忙地在纸巾上寫下曲譜，然后用墙上的公用电话将旋律、节奏和歌词轉達给录音室內的钢琴师。